# Innegrit Volkhardt
Innegrit Volkhardt (* 14. August 1965) ist eine deutsche Hotelkauffrau. Seit 1994 ist sie Geschäftsführende Gesellschafterin des Hotels Bayerischer Hof in München sowie der Weinkellerei Gebrüder Volkhardt.

## Werdegang
Volkhardt wurde als Tochter der Hoteliersfamilie Volkhardt geboren. Zwei Jahre nach dem Abschluss der Munich International School im Jahr 1983 schloss sie 1985 ihre Ausbildung zur Hotelkauffrau ab. Danach absolvierte sie ein sechsmonatiges Praktikum bei Feinkost Käfer. Dann wechselte sie in das Hotel Intercontinental in Hamburg, wo sie ein Praktikum absolvierte.  An der Hotelfachschule Heidelberg erwarb sie 1989 den Titel Hotelbetriebswirtin. 1989 kehrte sie nach München zurück und nahm an der Fachhochschule München ein Studium der Betriebswirtschaftslehre auf, das sie 1992 mit dem Diplom abschloss.
1989 trat sie neben ihrem Vater Falk Volkhardt in die Leitung des Bayerischen Hofs ein. Seit 1992, als der Vater durch schwere Krankheit dem Hotel fernbleiben musste, führt sie die Geschäfte.
Neben ihrer unternehmerischen Tätigkeit blieb Volkhardt der Fachhochschule München verbunden. 2002 bekam sie von der bayerischen Staatsregierung die Staatsmedaille für besondere Verdienste um die bayerische Wirtschaft, sowie den bayerischen Verdienstorden im Jahr 2007. Zudem wurde sie 2004 als erste Frau zum Mitglied des Hochschulrates der FH bestellt.
Bis November 2021 war sie auch Gesellschafterin des Hotels zur Tenne in Kitzbühel.

## Auszeichnungen
- 2000: Unternehmerin des Jahres[9]
- 2002: Hotelmanagerin des Jahres durch die Zeitschrift „NGZ – Der Hotelier“[1]
- 2002: Staatsmedaille für besondere Verdienste um die bayerische Wirtschaft
- 2007: Bayerischer Verdienstorden
- 2009: Brillat-Savarin-Plakette[10]
- 2015: Bayerische Staatsmedaille Innere Sicherheit